# Božidar Jović
Božidar Jović (Banja Luka, 13 februari 1972) is een voormalig Kroatisch handballer.
Op de Olympische Spelen van 1996 in Atlanta won hij de gouden medaille met de nationale ploeg. In 2003 maakte hij deel uit van de Kroatische selectie die de wereldtitel veroverde.
Patrik Čavar · Valner Franković · Slavko Goluža · Bruno Gudelj · Vladimir Jelčić · Božidar Jović · Nenad Kljaić · Venio Losert · Valter Matošević · Zoran Mikulić · Alvaro Načinović · Goran Perkovac · Iztok Puc · Zlatko Saračević · Irfan Smajlagić · Vladimir Šujster